# HK Slavia Sofia
Le HK Slavia Sofia est un club professionnel de hockey sur glace, basé à Sofia.

## Historique
Le club omnisports est créé en 1913 et la section hockey en 1919, et a remporté à 17 reprises le titre de champion de Bulgarie (record du pays). Il a également remporté 11 fois vainqueur de la Coupe de Bulgarie.
Les couleurs de l'équipe sont le blanc et le noir et porte le surnom des "Loups blancs".

## Palmarès
- Champion de Bulgarie (17) :
  - 1953, 1954, 1985, 1987, 1988, 1991, 1993, 1994, 1996, 1997, 1998, 2000, 2001, 2002, 2004, 2005, 2008
- Vice-champion (11):
  - 1952, 1976, 1980, 1981, 1982, 1990, 1992, 1995, 1999, 2003, 2006
- Vainqueur de la Coupe de Bulgarie (11) :
  - 1954, 1963, 1970, 1992, 1993, 1994, 2001, 2002, 2003, 2004, 2008